# 阿尔滕多夫 (瑞士)
阿尔滕多夫（德語：Altendorf）是瑞士联邦施维茨州马尔希区的市镇。该市镇面积为25,3平方千米，海拔高度421米，2018年12月31日人口数为7,081。